# Grafmonument van de familie Veerkamp
Het grafmonument van de familie Veerkamp op de begraafplaats Daalseweg in de Nederlandse stad Nijmegen is een rijksmonument.

## Achtergrond
Het neogotische grafmonument werd rond 1900 gemaakt door steenhouwer H.A. Euwens (1840-1910). In het graf werden de koopman Carolus Bernhard Eliza Veerkamp (1850-1902), zijn vrouw Elisabeth Aleida Maria Veerkamp-Terwindt (1853-1904) en zijn moeder Juliana Francisca Barbera Veerkamp-Dees (1818-1891) begraven.

## Beschrijving
Het monument bestaat uit een open hardstenen grafkapel op een vierkante plattegrond. De kapel heeft een zadeldak, bekroond door een kruis. De topgevel, besloten door een tootboog, heeft het opschrift "FAMILIE VEERKAMP". Aan weerszijden is een kleine topgevel geplaatst, bekroond met een kruisbloem. In de kapel staat een marmeren beeld van een treurende vrouw. Zij houdt in haar linkerhand een bloem en leunt met haar rechterarm op een kruis met christusmonogram. 
Op de liggende granieten zerk staan de namen en levensdata van de overledenen.

## Waardering
Het grafmonument werd in 2002 in het Monumentenregister opgenomen, het is "van architectuur- en kunsthistorisch waarde als goed en gaaf voorbeeld van een hardstenen grafkapel met marmeren sculptuur en granieten tombe in neogotische stijl; van stedenbouwkundige waarde vanwege de markante ligging aan het hoofdpadenkruis van de begraafplaats. Het grafmonument heeft ensemblewaarde als functioneel onderdeel van een begraafplaats met een kenmerkend laat-19de-eeuws en vroeg-20ste-eeuws karakter; en van cultuurhistorische waarde vanwege de funerair-historische en genealogische waarde van het grafteken."